# Sagui-preto
Sagui-preto (Saguinus niger) é uma espécie de primata do Novo Mundo endêmico da Amazônia brasileira. Era considerado subespécie de Saguinus midas. Ocorre ao sul do rio Amazonas e leste do rio Xingu e rio Fresco, até o baixo rio Araguaia.
Ocorre em região com altas taxas de desmatamento na Amazônia e por isso, corre risco de extinção.

## Descrição da espécie
O macaco Sagui-una é caracterizado por sua pelagem da cor preta, contendo manchas bem definidas ao longo do corpo em tons amarronzados, avermelhados ou amarelados, suas orelhas são livres de pelos e seu peso na forma adulta para a fêmea equivale a 468,0 g e 543,0 g (grávida), enquanto o macho pesa em torno de 476,0 g e 472,7 g. Um adulto da espécie mede em milímetros da cabeça ao corpo 228mm com uma cauda de 378mm para a fêmea, o macho é ligeiramente maior, medindo da cabeça ao corpo 235mm com uma cauda de 376mm.

## Nomes populares e Etimologia
O primata Saguinus niger, é popularmente conhecido na região brasileira como sagui-una, guaribinha, sagui-preto ou mico-de-mão-preta. Na língua inglesa é chamado de black-handed tamarin. As palavras Sagui e Una são derivadas do tupi, sa’gwi utilizado para designar um macaco de pequeno porte e cauda longa, e una que significa preto, escuro ou negro.

## Taxonomia
O Saguinus niger pertence à subfamília Callitrichinae, dentro da família Callitrichidae. Filogeneticamente, é mais próximo de outras espécies do gênero Saguinus, como Saguinus midas e Saguinus ursulus. A espécie foi descrita por É. Geoffroy em 1803 e, ao longo do tempo, sua classificação passou por revisões, com estudos recentes sugerindo distinções entre populações geográficas. Sua distribuição é influenciada por barreiras naturais, como os rios Tocantins e Amazonas. Estudos recentes baseados em análises de DNA mitocondrial sugerem que a população de Saguinus niger a leste do Rio Tocantins pode ser, na verdade, uma espécie distinta, denominada Saguinus ursulus (sagui-de-mãos-pretas-oriental). Assim, o nome Saguinus niger seria mais adequado para a população a oeste desse rio. Além disso, seu parente vivo mais próximo é o sagui-de-mãos-douradas (Saguinus midas), com o qual compartilha diversas características morfológicas e comportamentais.

## Distribuição geográfica e habitat
O Sagui-una é endêmico das florestas tropicais da Amazônia brasileira, e está presente nos estados do Pará e Maranhão. A espécie ocorre ao sul do rio Amazonas, ao leste do rio Xingu e rio Fresco até o rio Tocantins e baixo do rio Araguaia. Além disso, também pode ser encontrado no estuário do rio Amazonas, nas porções florestadas na Ilha de Marajó. No Maranhão, ocorre ao leste do rio Mearim e subpopulações podem ser encontradas no interflúvio Mearim-Itapicuru.
Há um registro da espécie no Mato Grosso, sendo o único fora do norte do Brasil. Segundo Garbino et al (2015), os rios Araguaia, Tapirapé e Comandante Fontoura marcam o limite de ocorrência de S. niger, associados ao clima sazonal e formações de vegetação mais abertas características do Cerrado, atuando como barreira de dispersão da espécie.
O Sagui-una habita as florestas de várzea de planícies amazônicas, florestas submontanas no Escudo Brasileiro, florestas de terra-firme, ou fragmentos de borda e florestas secundárias. Também ocorre em ambientes com certo grau de perturbação, como remanescentes florestais urbanos, áreas de extração seletiva de madeira, áreas de extração mineral e até mesmo florestas com alto índice de degradação.
A utilização do habitat parece ser influenciada pela localização das árvores frutíferas as quais eles visitam em séries, utilizando um deslocamento direcionado.

## Ecologia e comportamento

### População
Não se tem conhecimento do tamanho da população remanescente e não se sabe  se o número de indivíduos maduros deste táxon ultrapassa 10.000. Conforme dados sobre o gênero, podem se agrupar de 4 a 15 indivíduos, no entanto, é mais comum grupos reduzidos, de 2 a 10 indivíduos.
Suspeita-se que a população tenha sofrido um declínio de pelo menos 30% nas últimas três gerações (18 anos) em decorrência da degradação e perda de habitat. Esta queda é parcialmente fundamentada em informações do Global Forest Watch para as áreas do Pará, Brasil, onde há registros de ocorrência da espécie.

### Hábitos alimentares e forrageamento
A dieta do Saguinus niger é predominantemente frugívora e inclui flores e frutas pequenos vertebrados como rãs-árvore, lagartixas, pequenos pássaros. A espécie passa uma grande parte do tempo, durante as atividades de forrageio, procurando sinais de presas, e ocupa uma parte menor desse tempo, dedicando-se à manipulação de substratos.  
Estudos anteriores relatam que os saguis são capazes de aprender onde os recursos estão localizados nas áreas que habitam, o que facilita no retorno a esses locais já conhecidos. Além disso, é reconhecido que os saguis usam pistas visuais para localizar o alimento, e há indícios de que a disponibilidade de alimento e o odor podem influenciar as suas decisões de forrageio em determinadas situações.
Em pesquisa conduzida com a espécie em Paragominas (PA), Mendes-Oliveira & Ferrari (2000) descobriram que a alimentação do grupo estudado consistia em 87,5% de consumo de frutos, 9,4% de ingestão de invertebrados e 3,1% de secreção de Parkia pendula. As sementes de 18 espécies vegetais foram ingeridas pelos S. niger. A significativa diversidade alimentar no consumo de espécies vegetais, leva os autores a atestar o potencial do S. niger  como um bom dispersor de sementes e a destacar a contribuição desta espécie para a regeneração e preservação dos remanescentes florestais, por meio de análises dos fluxos de sementes entre habitats primários e degradados.

### Comportamento social
Os comportamentos sociais do Saguinus niger incluem allogrooming ("limpeza social"), onde um indivíduo limpa ou arruma o pelo ou a pele de outro indivíduo; agonismo que é um comportamento de confronto e competição entre indivíduos,  que incluem sinais ameaçadores como: posturas corporais, vocalizações ou exibições visuais ou agressões,  brincadeira,  e marcação de cheiro que consiste em depositar secreções que possuem odor em várias superfícies como troncos, árvores, folhas e solo, para transmitir informações sobre identidade, estado reprodutivo, dominância social e entre outras. O allogrooming é observado principalmente durante os períodos de descanso, sendo uma atividade discreta que reduz a visibilidade dos indivíduos. Os juvenis tendem a realizar mais allogrooming em adultos do que o contrário, o que sugere uma dinâmica social onde os jovens buscam interações com os adultos. [14]
A brincadeira é uma atividade comum, especialmente entre os indivíduos imaturos, que frequentemente se envolvem em perseguições e tentativas de captura de pequenos animais, como borboletas. O agonismo foi documentado como trocas ocasionais de vocalizações exaltadas, sugerindo que, apesar de existirem interações sociais, elas não são majoritariamente agressivas.
Um dos comportamentos mais frequentes é a marcação de cheiro, os indivíduos marcam o mesmo local no substrato consecutivamente, sendo majoritariamente marcação esternal e suprapúbica. Essas marcações podem indicar uma maneira de comunicação e marcação de território.

### Reprodução
O sistema de acasalamento da espécie é poligâmico, onde normalmente apenas uma fêmea por grupo se reproduz durante uma estação de reprodução específica. Comumente, a parturição da fêmea gera gêmeos dizigóticos, e ocorre uma ou duas vezes ao ano, com um tempo de gestação de cinco meses.
Os machos adultos possuem o importante papel no cuidado com a prole. A soberania da fêmea adulta é mantida através de mecanismos fisiológicos.

## Ameaças e status de conservação
Categoria e critério para a avaliação da espécie no Brasil: Vulnerável (VU) - A4c.
Avaliação Global (IUCN): Vulnerável (VU) - A2c.

### Ameaças à espécie
Fatores como: assentamentos rurais, agricultura, pecuária, desmatamento, desconexão de hábitat, urbanização, redução de hábitat, poluição de ambientes, caça e captura, são as principais ameaças para o táxon. De acordo com dados fornecidos pelo INPE (Programa PRODES 2015) o desmatamento acumulado na Floresta Amazônica nos estados do Pará e Maranhão entre 1988 e 2014 alcançou aproximadamente 80.000 km². A área mais impactada pelo desmatamento é o Centro de Endemismo Belém, abrangendo o nordeste do Pará e o noroeste do Maranhão, exatamente a mesma área onde se distribui geograficamente o Saguinus niger.
De acordo com Almeida & Vieira (2010), havia sido desmatada cerca de 76% do Centro de Endemismo Belém até o ano de  2004.. O desmatamento e a fragmentação de habitat têm sido uma ameaça bastante expressiva para esta espécie, tendo como consequência a redução populacional. estima-se que houve uma redução de 30% no tamanho de sua população nos últimos 18 anos. Esta retração é resultado direto da destruição e perda de seu habitat por ações humanas, como assentamentos rurais, fazendas e expansão urbana.
A captura de saguis para venda como animais de estimação tem contribuído para a diminuição populacional de diversas espécies, aumentando o risco de extinção.  Além disso, a interação próxima entre saguis e humanos também pode aumentar o risco de transmissão de zoonose, como a Raiva Humana. A criação de saguis em cativeiro, muitas vezes sem o devido conhecimento sobre seus comportamentos e necessidades, pode levar a situações de risco tanto para os humanos quanto para os próprios animais. Os domicílios são locais inadequados para a criação de saguis e não propiciam bem-estar ao animal, podendo ocasionar alterações comportamentais nos mesmos.

### Ações de conservação
Existentes: O táxon está listado no Apêndice II da CITES.

### Presença em áreas protegidas
Maranhão: REBIO Gurupi (271.197,51ha) (Rylands & Bernades 1989, Rylands et al. 1993), TI Caru (Cormier 2000).
Pará: REBIO Tapirapé (99.271,75ha) (Rylands & Bernades 1989, Rylands et al. 1993), FLONA Caxiuanã (317.946,37ha) (Veracini 2000), APA Lago Tucuruí (568.667ha) (Vallinoto 2000, Sampaio & Ferrari 2007), TI Paracanã (Ferrari et al. 2007), FLONA Tapirapé-Aquirí (196.503,94ha) (Veiga et al. 2008), FLONA Carajás (392.725,14ha) (Carvalho 2010).